# Геньяц, Халид
Халид Геньяц (босн. Halid Genjac; род. 8 марта 1958, Високо) — боснийский государственный и политический деятель, член Президиума Боснии и Герцеговины в 2000—2001 годах.

## Биография
Родился 8 марта 1958 года в Високо. Окончил медицинский факультет Университета Тузлы.
На первых послевоенных выборах 1996 года Геньяц был избран в Палату представителей Парламентской ассамблеи Боснии и Герцеговины, а до 2000 года он также был членом её руководства. На парламентских выборах 2000 года он снова был кандидатом в Палату представителей, но не набрал достаточно голосов, поэтому Геньяц был назначен членом национальной Палаты народов. B том же году Алия Изетбегович, первый председатель президентства Боснии и Герцеговины, ушёл в отставку, и его место занял Геньяц, занимавший этот пост до 30 марта 2001 года. 30 марта 2001 года подал в отставку по состоянию здоровья.
На всеобщих выборах 2002 года Геньяцу не удалось получить место в национальной Палате представителей, но он был повторно назначен членом Палаты народов. На всеобщих выборах 2006 года Геньяц был снова избран в Палату представителей, но четыре года спустя, на всеобщих выборах 2010 года, он не добился успеха, поэтому был назначен членом Палаты народов в третий раз. После всеобщих выборов 2014 года остался членом Палаты народов. Геньяц был избран в национальную Палату представителей на всеобщих выборах 2018 года.

## Личная жизнь
Женат на Садике Геньяц. Имеет троих детей.